# Corno di Rosazzo
Corno di Rosazzo (friülà Cuar di Rosacis, eslovè Koren) és un municipi italià, dins de la província d'Udine. L'any 2007 tenia 3.367 habitants. Limita amb els municipis de Cividale del Friuli, Cormons (GO), Dolegna del Collio (GO), Manzano, Premariacco, Prepotto i San Giovanni al Natisone.

## Administració
| Període | Identitat   | Partit        |
| ------- | ----------- | ------------- |
| 2004-   | Loris Basso | Llista cívica |